# Baltasar Cars
Baltasar Cars – hiszpański producent elektrycznych samochodów sportowych z siedzibą w Barcelonie działający od 2011 roku.

## Historia
Przedsiębiorstwo Baltasar Cars zostało założone w 2011 roku w Barcelonie przez hiszpańskiego kierowcę wyścigowego w zawodach Formula Electric, a także inżyniera i przedsiębiorcę Batasar López. Startup zyskał swoją nazwę od imienia założyciela i skoncentrał się na rozwoju drogowych, w pełni elektrycznych samochodów sportowych. Poczynając od roku założenia, przez kolejną dekadę inżynierowie Baltasar byli skoncentrowani na pracach nad swoim pierwszym modelem samochodu, opracowanym od podstaw do postaci gotowej do sprzedaży.
Premiera pierwszego pojazdu firmy Baltasar Cars odbyła się 10 lat po utworzeniu, w drugiej połowie kwietnia 2021 roku. Baltasar Revolt przedstawiony został pod postacią dwumiejscowego samochodu torowego dopuszczonego jednocześnie do ruchu, wyróżniając się m.in. brakiem szyb, opływową sylwetką i w pełni elektrycznym napędem.
Baltasar Cars planuje małoseryjną produkcję Revolta z uwzględnieniem preferencji poszczególnego klienta, poczynając dostawy pierwszych gotowych samochodów w połowie 2022 roku. Cena za egzemplarz została określona na kwotę 230 tysięcy euro.

## Modele samochodów

### Planowane
- Revolt